# Laura Del Colle
Laura Del Colle (Rosario, Santa Fe, 30 de mayo de 1983) es una jugadora de hockey sobre césped argentina, integrante de la selección de su país con la que participó en los Juegos Olímpicos de Londres 2012 y obtuvo la medalla de plata y el Champions Trophy. Becada por la Secretaría de Deportes de la Nación.

## Carrera deportiva
Pertenece al Club Universitario de Rosario. En 2011, fue convocada a integrar la selección mayor argentina. Actuó en los Juegos Panamericanos de Guadalajara 2011, donde obtuvo la medalla de plata. En 2012 integró el equipo que ganó el Champions Trophy y ese mismo año fue seleccionada para actuar en los Juegos Olímpicos de Londres 2012 donde obtuvo la medalla de plata.